# Solntsevia nigripecta
Solntsevia nigripecta är en tvåvingeart som beskrevs av Boris Mamaev och Zaitzev 1998. Solntsevia nigripecta ingår i släktet Solntsevia och familjen gallmyggor. Inga underarter finns listade i Catalogue of Life.